# Premio Ramanujan de la SASTRA
El Premio Ramanujan de la SASTRA, fundado por la Academia de Artes, Ciencia, Tecnología e Investigación Shanmugha (SASTRA), situada cerca de Kumbakonam (India), la ciudad natal de Srinivasa Ramanujan, se otorga cada año a un matemático joven que haya realizado un trabajo sobresaliente en los campos de interés de Ramanujan. El límite de edad para el premio se ha fijado en 32 años (la edad a la que murió Ramanujan) y el premio actual es de 10.000 dólares.
Este premio tiene un doble motivo: celebrar el legado de Srinivasa Ramanujan e identificar a personas con logros y contribuciones innovadores en el campo de las matemáticas. Además, también sirve como plataforma para alentar a los matemáticos jóvenes a explorar áreas inexploradas de las matemáticas.

## Premiados
- 2005 : Manjul Bhargava (Universidad de Princeton) et Kannan Soundararajan (Universidaddu Michigan)
- 2006 : Terence Tao (Universidad de California  Los Angeles)
- 2007 : Ben Green (Universidad de Cambridge)
- 2008 : Akshay Venkatesh (Universidad Stanford)
- 2009 : Kathrin Bringmann (Universidad de Colonia,Universidad de Minnesota)
- 2010 : Wei Zhang (Universidad de Harvard)
- 2012 : Zhiwei Yun [2] (Universidad Stanford)
- 2013 : Peter Scholze [3] (Universidad de Bonn)
- 2014 : James Maynard [4] (Universidad de Oxford, en Inglaterra, y Universidad de Montreal, Canada)
- 2015 : Jacob Tsimerman [5] (Universidad de Toronto, Canada)
- 2016 : Kaisa Matomäki (Universidad de Turku) y Maksym Radziwill (Universidad McGill)
- 2017 : Maryna Viazovska [6] (École polytechnique fédérale de Lausanne, Suisse)
- 2019 : Adam Harper [7](Universidad de Warwick)
- 2021 : Will Sawin[8] (Universidad Columbia)
- 2022 Yunqing Tang[9]University of California, Berkeley, USA
- 2023 Ruixiang Zhang[10]University of California, Berkeley, USA
- 2024  Alexander Dunn[11]Georgia Institute of Technology, USA